# 13989 Murikabushi
13989 Murikabushi este un asteroid din centura principală de asteroizi.

## Descriere
13989 Murikabushi este un asteroid din centura principală de asteroizi. A fost descoperit pe 16 ianuarie 1993 la Geisei de Tsutomu Seki. Asteroidul prezintă o orbită caracterizată de o semiaxă mare de 2,38 ua, o excentricitate de 0,29 și o înclinație de 14,6° în raport cu ecliptica.